# Taïna Barioz
Taïna Barioz (Papeete, Polinesia Francesa, 2 de junio de 1988) es una deportista francesa que compitió en esquí alpino.
Ganó una medalla de oro en el Campeonato Mundial de Esquí Alpino de 2011, en la prueba de equipo mixto. En la Copa del Mundo consiguió dos podios en total.

## Palmarés internacional
| Campeonato Mundial | Campeonato Mundial                | Campeonato Mundial | Campeonato Mundial |
| Año                | Lugar                             | Medalla            | Prueba             |
| ------------------ | --------------------------------- | ------------------ | ------------------ |
| 2011               | Garmisch-Partenkirchen (Alemania) | Medalla de oro     | Equipo mixto       |